# Collectif des parties civiles pour le Rwanda
Pour les articles homonymes, voir CPCR.
Le Collectif des parties civiles pour le Rwanda (CPCR) est une association française dont l'objet est de traduire devant les juridictions françaises les personnes soupçonnées d’avoir participé au génocide des Tutsi de 1994 et qui ont trouvé refuge sur le territoire national. Elle a été créée par Alain et Dafroza Gauthier en 2001.

## Historique
En 2001, à la suite d'un procès en Belgique relatif au génocide des Tutsi de 1994, Alain et Dafroza Gauthier — respectivement professeur de français et ingénieure chimiste — décident de créer le CPCR en France. Le couple est souvent comparé à  Serge et Beate Klarsfeld pour leur traque de génocidaires[réf. non conforme],,,. Ils se rendent fréquemment au Rwanda afin de recueillir les témoignages d'auteurs ou de victimes. Depuis la création de l'association, celle-ci a déposé une trentaine de plaintes pour génocide devant  les juges d’instruction. Elle se porte aussi partie civile lors des procès devant la cour d'assises :
- Le premier procès tenu en France visant des responsables du génocide des Tutsi est celui de Pascal Simbikangwa, condamné le 14 mars 2014 à vingt-cinq ans d'emprisonnement pour génocide et complicité de crime contre l’humanité par la cour d’assises de Paris après six semaines de procès[8]. L'appel se tient devant la cour d'assises de Bobigny. Le  3 décembre 2016, la culpabilité et la peine sont confirmées[9]. Cet arrêt devient définitif le 24 mai 2018 après le rejet du pourvoi en cassation de Pascal Simbikangwa[10].
- Le deuxième procès concerne deux anciens bourgmestres de Kabarondo dans l’est du Rwanda, Tito Barahira et Octavien Ngenzi, tous deux condamnés à la réclusion criminelle à perpétuité pour génocide et crime contre l’humanité par la cour d'assises de Paris le 6 juillet 2016[11], décision confirmée en appel le 6 juillet 2018[12]. Le pourvoi en cassation des deux condamnés est rejeté le 16 octobre 2019[13].
- Claude Muhayimana, un franco-rwandais a été condamné le 16 décembre 2021 à quatorze ans de prison pour complicité de génocide et complicité de crimes contre l'humanité après avoir transporté des miliciens sur des lieux de massacres dans les collines de Karongi, Gitwa et Bisesero à l'Ouest du Rwanda[14],[15]. Initialement prévu pour l'automne 2020[16], son procès avait été reporté à deux reprises en raison de la pandémie de Covid-19 ; il s'est finalement tenu du 22 novembre au 16 décembre 2021[17].
- En 2017, le CPCR s'associe à Sherpa et Ibuka France dans le dépôt d'une plainte contre BNP Paribas visant les chefs de complicité de génocide, de crimes de guerre et de crimes contre l’humanité pour avoir permis le financement de livraisons d’armes en violation d'un embargo décrété par le Conseil de sécurité des Nations Unies[18],[19].

## Membres notables
Gaël Faye, chanteur-compositeur, auteur et gendre des époux Gauthier, fait partie des soutiens de l'association dont il est également le secrétaire,.

### Bibliographie

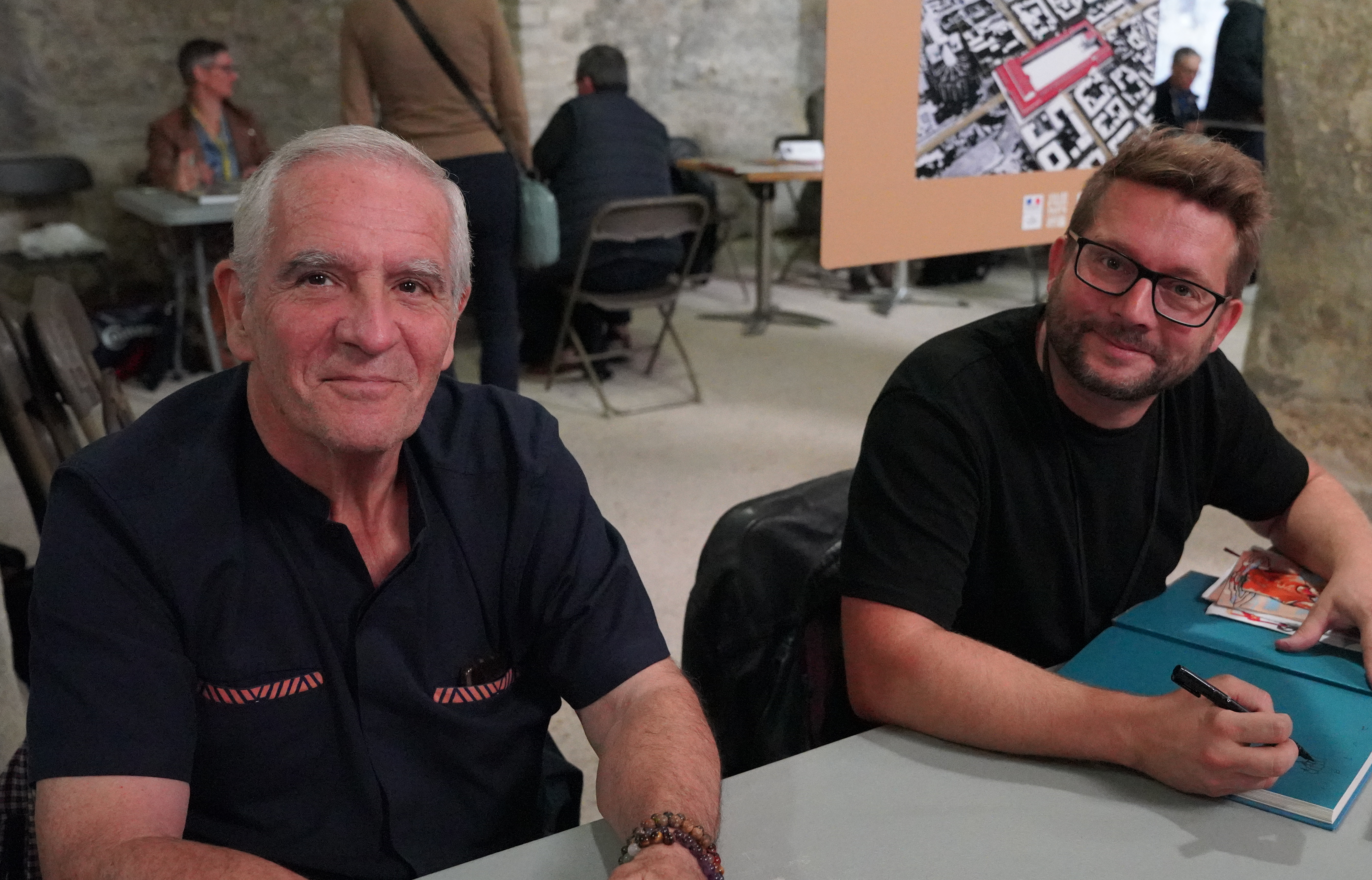
Damien Roudeau et Alain Gauthier en dédicace pour Rwanda, à la poursuite des génocidaires.

### Filmographie
- Rwanda 1994, sur la trace des génocidaires, 2019, 30 min, réalisé par Eva Beyer et  Ralph Weihermann, Arte Regards
- Rwanda, chronique d’un génocide annoncé, 2019, 52 min, réalisé par Michael Sztanke, Babel Doc, Spicee
- 25 ans après le génocide, c'est une course contre la montre pour la justice, 2019, 11 min, entretien France 24
- Les Gauthier : sans haine ni vengeance, 2018, 38 min, réalisé par Mallory Ahounou et Simon Fichet, France 2
- (en) [vidéo] DW Documentary, « Rwanda - 25 years after the genocide », sur YouTube, 25 juin 2018 (consulté le 4 septembre 2021)